# Hayley Ladd
Hayley Ladd, née le 6 octobre 1993 à Dacorum, est une footballeuse internationale galloise évoluant au poste de milieu de terrain.

## Palmarès

### En club
Manchester United
- Finaliste de la Coupe d'Angleterre en 2023.